# Communauté de communes de La Vallière
Die Communauté de communes de la Vallière ist ein ehemaliger französischer Gemeindeverband mit Rechtsform einer Communauté de communes im Département Ain, dessen Verwaltungssitz sich in dem Ort Ceyzériat befand. Der Gemeindeverband bestand aus neun Gemeinden und zählte 9.992 Einwohner (Stand 2013) auf einer Fläche von 111,2 km2. Präsident des Gemeindeverbandes war zuletzt Jean-Luc Luez.

## Aufgaben
Zu den vorgeschriebenen Kompetenzen gehörten die Entwicklung und Förderung wirtschaftlicher Aktivitäten und des Tourismus sowie die Raumplanung auf Basis eines Schéma de Cohérence Territoriale. Der Gemeindeverband betrieb die Straßenmeisterei und die Abwasserentsorgung und nahm die Verantwortung für die Hausmüllentsorgung wahr als Mitglied von Organom, einem übergeordneten, im Arrondissement Bourg-en-Bresse aktiven Zweckverband. Zusätzlich baute und unterhielt der Verband Sporteinrichtungen und bestimmte die Wohnungsbaupolitik.

## Historische Entwicklung
Die Communauté de communes de la Vallière entstand Ende 1994 als Verband der vier Gemeinden Ceyzériat, Montagnat, Revonnas und Saint-Just. Mit dem Jahreswechsel 1999/2000 wurde er auf die zuletzt neun Gemeinden erweitert.
Der Gemeindeverband fusionierte mit Wirkung vom 1. Januar 2017 mit den Gemeindeverbänden
- Communauté d’agglomération de Bourg-en-Bresse
- Communauté de communes Bresse Dombes Sud Revermont
- Communauté de communes du Canton de Coligny
- Communauté de communes du Canton de Saint Trivier de Courtes
- Communauté de communes de Montrevel-en-Bresse
- Communauté de communes de Treffort-en-Revermont

und bildete so die Nachfolgeorganisation Communauté d’agglomération du Bassin de Bourg-en-Bresse.

## Ehemalige Mitgliedsgemeinden
Folgende 9 Gemeinden gehörten der Communauté de communes de la Vallière an:
| Gemeinde             | Einwohner 1. Januar 2022 | Fläche km² | Dichte Einw./km² | Code INSEE | Postleitzahl |
| -------------------- | ------------------------ | ---------- | ---------------- | ---------- | ------------ |
| Bohas-Meyriat-Rignat | 951                      | 23,5       | 40               | 01245      | 01250        |
| Ceyzériat            | 3.306                    | 9,4        | 352              | 01072      | 01250        |
| Cize                 | 175                      | 4,5        | 39               | 01106      | 01250        |
| Hautecourt-Romanèche | 754                      | 21,6       | 35               | 01184      | 01250        |
| Montagnat            | 2.164                    | 13,8       | 157              | 01254      | 01250        |
| Ramasse              | 332                      | 9,9        | 34               | 01317      | 01250        |
| Revonnas             | 905                      | 7,8        | 116              | 01321      | 01250        |
| Saint-Just           | 953                      | 3,4        | 280              | 01369      | 01250        |
| Villereversure       | 1.391                    | 17,4       | 80               | 01447      | 01250        |